# Vladislav Kamenev
Vladislav Dmitrijevitj Kamenev, ryska: Владислав Дмитриевич Каменев, född 12 augusti 1996, är en rysk professionell ishockeyforward som för närvarande spelar för SKA Sankt Petersburg i Kontinental Hockey League (KHL). Kamenev draftades av Nashville Predators i andra rundan som 42:a spelare totalt vid NHL Entry Draft 2014.

## Statistik

### Klubbkarriär
| 2012–13    | Stalnye Lisy           | MHL        | 36 | 9  | 6  | 15 | 22 | 3  | 0 | 0 | 0 | 0 |
| 2013–14    | Stalnye Lisy           | MHL        | 15 | 4  | 6  | 10 | 12 | 5  | 1 | 2 | 3 | 4 |
| 2013–14    | Juzjnyj Ural Orsk      | VHL        | 3  | 0  | 1  | 1  | 2  | 1  | 0 | 0 | 0 | 0 |
| 2013–14    | Metallurg Magnitogorsk | KHL        | 16 | 1  | 0  | 1  | 2  | —  | — | — | — | — |
| 2014–15    | Metallurg Magnitogorsk | KHL        | 41 | 6  | 4  | 10 | 10 | 10 | 1 | 0 | 1 | 0 |
| 2015–16    | Milwaukee Admirals     | AHL        | 57 | 15 | 22 | 37 | 35 | 3  | 1 | 0 | 1 | 0 |
| 2016–17    | Milwaukee Admirals     | AHL        | 70 | 21 | 30 | 51 | 59 | 3  | 1 | 0 | 1 | 6 |
| 2016–17    | Nashville Predators    | NHL        | 2  | 0  | 0  | 0  | 2  | —  | — | — | — | — |
| 2017–18    | Milwaukee Admirals     | AHL        | 10 | 3  | 5  | 8  | 25 | —  | — | — | — | — |
| 2017–18    | San Antonio Rampage    | AHL        | 7  | 0  | 8  | 8  | 2  | —  | — | — | — | — |
| 2017–18    | Colorado Avalanche     | NHL        | 3  | 0  | 0  | 0  | 0  | —  | — | — | — | — |
| 2018–19    | Colorado Eagles        | AHL        | 2  | 0  | 1  | 1  | 2  | —  | — | — | — | — |
| 2018–19    | Colorado Avalanche     | NHL        | 23 | 2  | 3  | 5  | 10 | —  | — | — | — | — |
| 2019–20    | Colorado Avalanche     | NHL        | 38 | 1  | 7  | 8  | 8  | —  | — | — | — | — |
| KHL totalt | KHL totalt             | KHL totalt | 57 | 7  | 4  | 11 | 12 | 10 | 1 | 0 | 1 | 0 |
| NHL totalt | NHL totalt             | NHL totalt | 66 | 3  | 10 | 13 | 20 | —  | — | — | — | — |

### Internationellt
| År            | Lag           | Turnering     | Resultat      |    | Matcher | Mål | Assist | Poäng | Utv |
| ------------- | ------------- | ------------- | ------------- | -- | ------- | --- | ------ | ----- | --- |
| 2013          | Ryssland      | U17           | 2             | 6  | 0       | 1   | 1      | 0     |     |
| 2013          | Ryssland      | IH18          | 4:a           | 4  | 0       | 0   | 0      | 2     |     |
| 2014          | Ryssland      | WJC18         | 5:a           | 5  | 2       | 5   | 7      | 2     |     |
| 2015          | Ryssland      | JVM           | 2             | 7  | 1       | 3   | 4      | 0     |     |
| 2016          | Ryssland      | JVM           | 2             | 7  | 5       | 1   | 6      | 32    |     |
| Junior totalt | Junior totalt | Junior totalt | Junior totalt | 29 | 8       | 10  | 18     | 36    |     |

## Meriter och utmärkelser
| Merit         | År   |
| ------------- | ---- |
| AHL           |      |
| All-Star Game | 2016 |